# Роменський парк
Ро́менський парк (Міський парк культури та відпочинку ім. Т. Г. Шевченка) — парк-пам'ятка садово-паркового мистецтва місцевого значення в Україні. Об'єкт природно-заповідного фонду Сумської області. 
Розташований у центральній частині міста Ромни Сумської області, на бульварі Шевченка. 

## Опис
Площа 11,3 га. Статус надано згідно з рішенням облради від 30.08.2005 року. Перебуває у віданні міського парку культури та відпочинку ім. Т. Г. Шевченка. 
Статус надано для збереження мальовничого парку в центрі міста Ромни. Перша згадка про парк відноситься до 1871 року. Тоді він носив назву «Міський сад».